# Culey-le-Patry
Culey-le-Patry település Franciaországban, Calvados megyében. Lakosainak száma 379 fő (2022. január 1.). Culey-le-Patry Cauville, Saint-Lambert, Saint-Rémy és Thury-Harcourt-le-Hom községekkel határos.

## Népesség
A település népességének változása:
| Lakosok száma | 313  | 314  | 300  | 335  | 347  | 352  | 357  | 360  | 366  | 379  |
|               | 1968 | 1982 | 1990 | 2006 | 2013 | 2015 | 2017 | 2019 | 2020 | 2022 |